# Безновці
Безновці (словен. Beznovci) — поселення в общині Пуцонці, Помурський регіон, Словенія. Висота над рівнем моря: 231,9 м.